# Brita Mannerheim
Brita Mannerheim, född 24 maj 1916 i Uppsala, död 2 oktober 2011, var en svensk barn- och tonårspsykiater.
Brita Mannerheim var enda barn till Anna och Gideon Danell. Hon var guddotter till Lydia Wahlström och växte upp i en familj i Uppsala, där det samtidigt fanns en långvarig och stark relation mellan modern och gudmodern. Hon skildrade detta 1989 i boken Med Lydia eller Långvarig trohet mellan tre.
Hon utbildade sig till läkare vid Uppsala universitet med examen 1949 och blev specialiserad på barn- och tonårspsykiatri. Hon arbetade vid Landstinget i Östergötland, bland annat från 1964 på barnpsykiatriska kliniken vid Regionsjukhuset i Linköping. Mellan 1970 och 1982 var hon chef för Tonårsbyrån i Linköping, en förebyggande psykiatrisk ungdomsmottagning.
Brita Mannerheim gifte sig 1940 med Augustin Mannerheim, som dog 2011, samma år som sin hustru. Paret hade fyra barn. De bosatte sig på mannens ärvda gods Grensholm vid sjön Roxen.